# Lichères-sur-Yonne
Lichères-sur-Yonne és un municipi francès situat al departament del Yonne, a la regió de Borgonya - Franc Comtat.